# Wilsberg (Asbach)

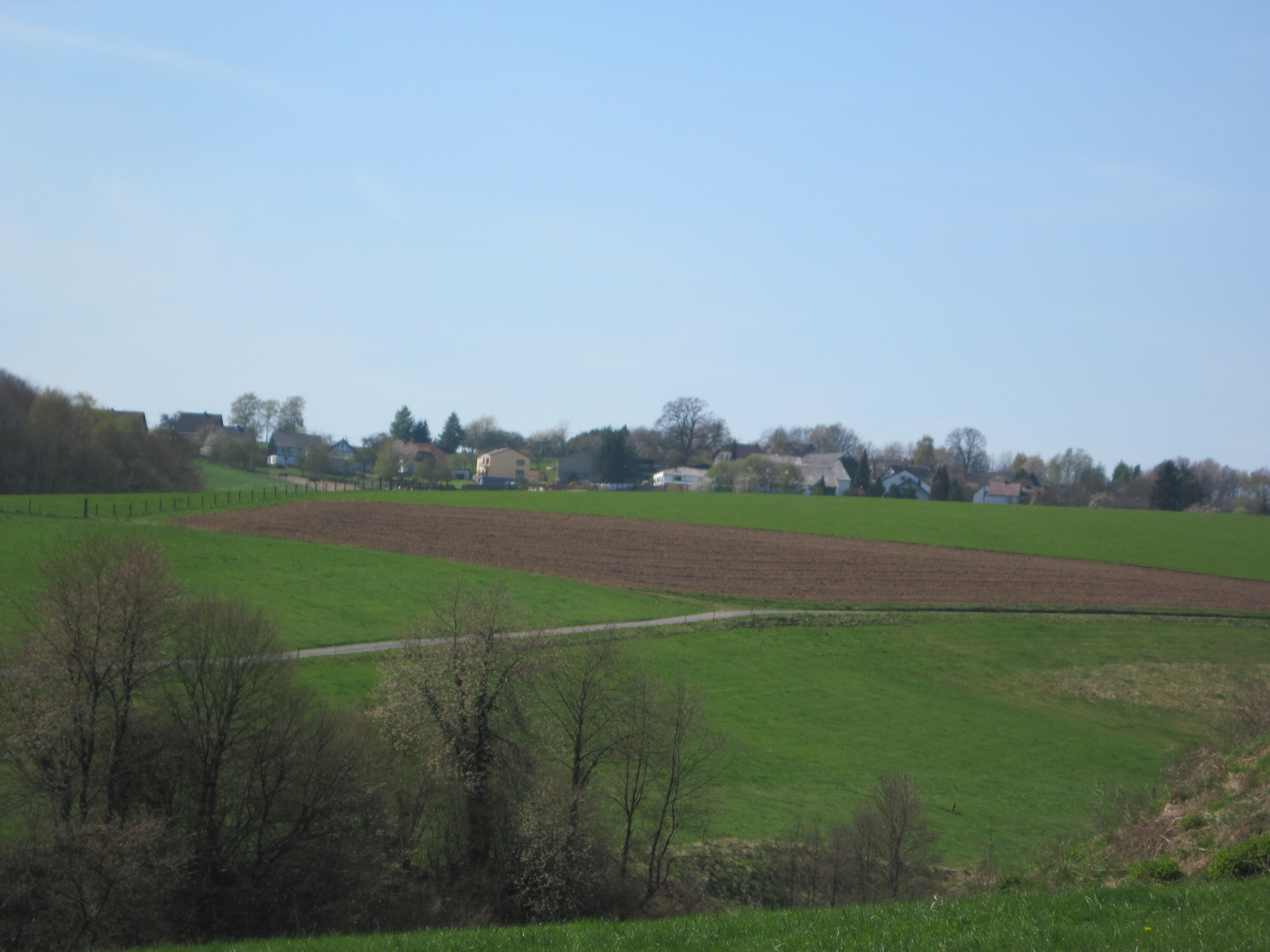
Ortsteil Wilsberg

Wilsberg ist ein Ortsteil der Ortsgemeinde Asbach im Landkreis Neuwied im nördlichen Rheinland-Pfalz. Der Ort ist landwirtschaftlich geprägt, entwickelt sich aber zunehmend zu einem Wohnort im Sinne einer Wohngemeinde.

## Geographie
Der Weiler liegt im Niederwesterwald südlich des Hauptortes Asbach auf einer Anhöhe oberhalb und westlich des Dinspeler Bachs. Wilsberg ist nur über die Kreisstraße 40 zu erreichen, die den Ort mit der Landesstraße 255 (Asbach – Neustadt) verbindet.

## Geschichte
Der Ortsname stammt wahrscheinlich von einem fränkischen Siedler namens „Wilo“. Landesherrlich gehörte Wilsberg seit dem Mittelalter zum Kurfürstentum Köln und zum Amt Altenwied und war Teil der „Honnschaft Schöneberg“. Nach einer 1660 vom Kölner Kurfürsten Maximilian Heinrich angeordneten Bestandsaufnahme hatte Wilsberg drei Höfe, 1787 wurden bereits acht Häuser und 25 Einwohner gezählt.
Nachdem das Rheinland 1815 zu Preußen gekommen war, gehörte Wilsberg zur Gemeinde Schöneberg im damals neu gebildeten Kreis Neuwied und wurde zunächst von der Bürgermeisterei Neustadt und ab 1823 von der Bürgermeisterei Asbach verwaltet. Nach einer Volkszählung aus dem Jahr 1885 hatte Wilsberg 50 Einwohner, die in elf Häusern lebten.
Im Jahre 1838 wurde in Wilsberg eine erste Schule eingerichtet, 1865 erfolgte ein Neubau eines Schulhauses.
Bis 1974 gehörte Wilsberg zu der bis dahin eigenständigen Gemeinde Schöneberg. Aus ihr und den gleichzeitig aufgelösten Gemeinden Asbach und Limbach sowie einem Teil der Gemeinde Elsaff wurde am 16. März 1974 die Ortsgemeinde Asbach neu gebildet. 1987 zählte Wilsberg 64 Einwohner.